# Mobilfunk-Warn-Verordnung
Die Mobilfunk-Warn-Verordnung (MWV) verpflichtet Mobilfunknetzbetreiber zur Einrichtung und Unterhaltung von Systemen zur Warnung der Bevölkerung vor Katastrophen und größeren Notfällen mittels Cell Broadcast. Rechtsgrundlage der Verordnung ist § 164a Absatz 4 des Telekommunikationsgesetzes (TKG).
Dem Erlass der Mobilfunk-Warn-Verordnung vorangegangen war die Änderung des Telekommunikationsgesetzes, mit der dem Bundesministerium für Wirtschaft und Energie die Ermächtigung zum Erlass der Rechtsverordnung eingeräumt wurde. Grund für das Maßnahmenpaket war die nicht funktionierende Warnung der Bevölkerung bei der Hochwasserkatastrophe im Juli 2021 in Westdeutschland. Die MWV setzt auch die Vorgaben des Artikels 110 der Richtlinie (EU) 2018/1972 (EECC-Richtlinie) um, die das europäische Warnsystem EU-Alert reguliert.
Das Einvernehmen zum Erlass der Verordnung erklärten das Bundesministerium des Innern, für Bau und Heimat sowie das Bundesministerium für Verkehr und digitale Infrastruktur. Nachdem der Bundesrat der Mobilfunk-Warn-Verordnung am 26. November 2021 zustimmte, wurde sie am 1. Dezember 2021 erlassen und trat am 7. Dezember 2021 in Kraft.
Seit dem 23. Februar 2023 sind Cell-Broadcast-Warnungen bei allen deutschen Mobilfunknetzen im Regelbetrieb.